# UFC Fight Night: Nelson vs. Ponzinibbio
UFC Fight Night: Nelson vs. Ponzinibbio, noto anche come UFC Fight Night 113, è stato un evento di arti marziali miste tenuto dalla Ultimate Fighting Championship il 16 luglio 2017 alla SSE Hydro di Glasgow, in Scozia.
È stato il secondo evento UFC disputatosi in Scozia, dopo UFC Fight Night 72 del luglio 2015.

## Risultati
|                                   | Divisione                       |                      |                 |                   | Metodo                                    | Round           | Tempo           | Premio          |
| Card Principale                   | Card Principale                 | Card Principale      | Card Principale | Card Principale   | Card Principale                           | Card Principale | Card Principale | Card Principale |
| --------------------------------- | ------------------------------- | -------------------- | --------------- | ----------------- | ----------------------------------------- | --------------- | --------------- | --------------- |
|                                   | Pesi welter                     | Santiago Ponzinibbio | batte           | Gunnar Nelson     | KO (pugni)                                | 1               | 1:22            | POTN            |
|                                   | Catchweight (53,5 kg) femminile | Cynthia Calvillo     | batte           | Joanne Calderwood | Decisione unanime (30-27, 30-27, 29-28)   | 3               | 5:00            |                 |
|                                   | Pesi leggeri                    | Paul Felder          | batte           | Stevie Ray        | KO (gomitate)                             | 1               | 3:57            | POTN            |
|                                   | Pesi medi                       | Jack Marshman        | batte           | Ryan Janes        | Decisione unanime (29-28, 29-28, 29-28)   | 3               | 5:00            |                 |
|                                   | Pesi mediomassimi               | Khalil Rountree      | batte           | Paul Craig        | KO (pugni)                                | 1               | 4:56            |                 |
|                                   | Pesi massimi                    | Justin Willis        | batte           | James Mulheron    | Decisione (unanime) (30-27, 30-27, 30-27) | 3               | 5:00            |                 |
| Card Preliminare (Fox Sports 1)   |                                 |                      |                 |                   |                                           |                 |                 |                 |
|                                   | Pesi welter                     | Danny Roberts        | batte           | Bobby Nash        | KO (pugni)                                | 2               | 3:59            |                 |
|                                   | Pesi mosca                      | Alexandre Pantoja    | batte           | Neil Seery        | Sottomissione (rear-naked choke)          | 3               | 2:31            |                 |
|                                   | Pesi welter                     | Galore Bofando       | batte           | Charlie Ward      | KO (slam and pugni)                       | 1               | 2:10            |                 |
|                                   | Pesi leggeri                    | Danny Henry          | batte           | Daniel Teymur     | Decisione unanime (29-28, 29-28, 29-26)   | 3               | 5:00            | FOTN            |
| Card Preliminare (UFC Fight Pass) |                                 |                      |                 |                   |                                           |                 |                 |                 |
|                                   | Pesi gallo                      | Brett Johns          | batte           | Albert Morales    | Decisione unanime (30-27, 30-27, 30-25)   | 3               | 5:00            |                 |
|                                   | Pesi gallo femminili            | Leslie Smith         | batte           | Amanda Lemos      | KO tecnico (pugni e gomitate)             | 2               | 2:53            |                 |

## Premi
I lottatori premiati ricevettero un bonus di 50.000 dollari.
Legenda:
- FOTN: Fight of the Night (vengono premiati entrambi gli atleti per il miglior incontro dell'evento)
- POTN: Performance of the Night (viene premiato il vincitore per la migliore performance dell'evento)